# Unken
Die Unken (Bombina), auch bekannt unter der veralteten Bezeichnung Feuerkröten, sind eine Gattung von Froschlurchen, die gemeinsam mit den Barbourfröschen (Barbourula) die Familie der Bombinatoridae bilden. Stammesgeschichtlich werden sie dabei zu den urtümlichen „niederen“ Froschlurchen (Archaeobatrachia) gestellt. Je nach Literatur werden fünf bis acht Arten der Gattung unterschieden, deren Verbreitungsgebiete von Europa bis nach Ostasien reichen.

## Merkmale

### Morphologie der adulten Tiere

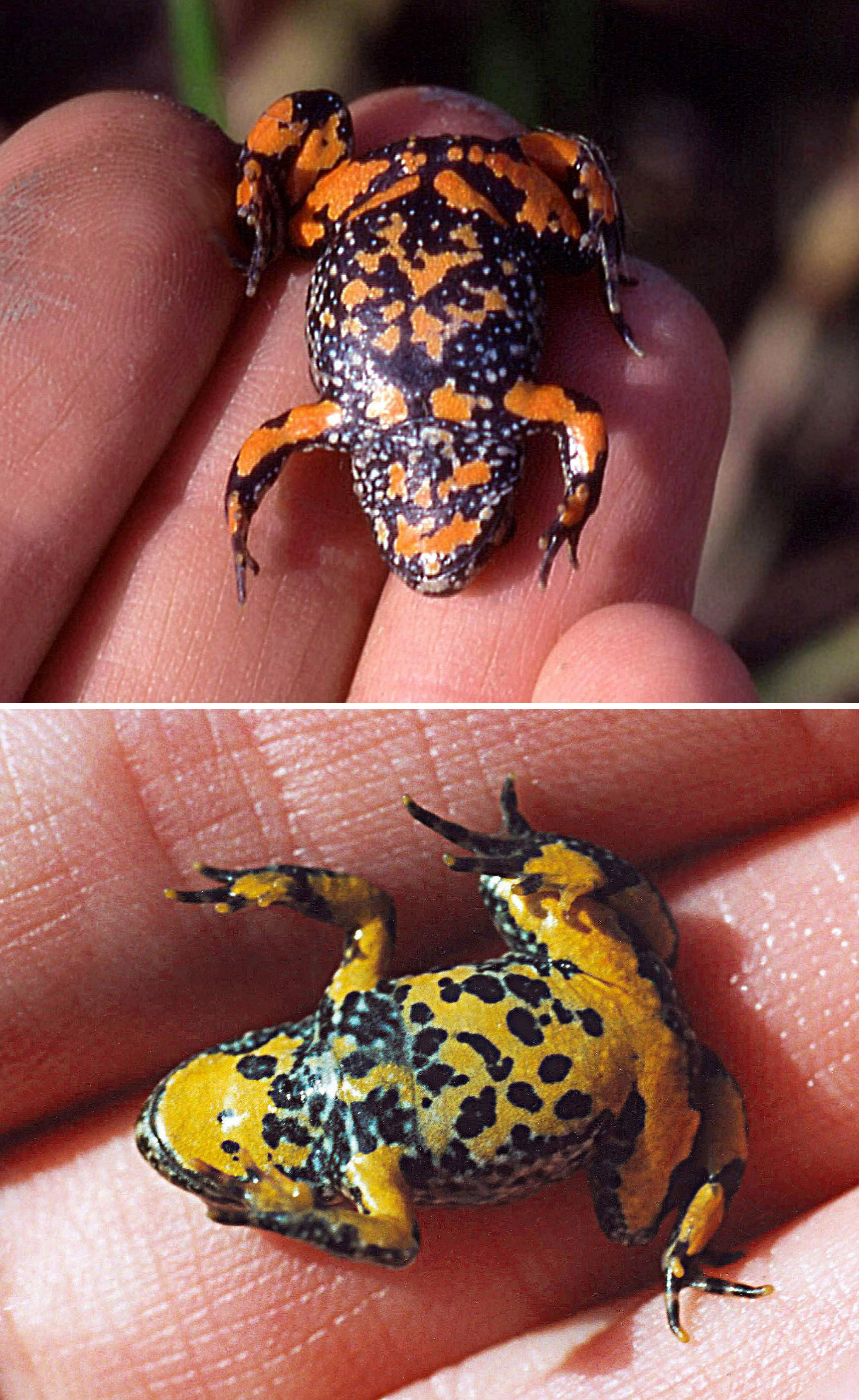
Die Unterseiten zweier junger Unken im Vergleich, oben eine Rotbauchunke, unten eine Gelbbauchunke

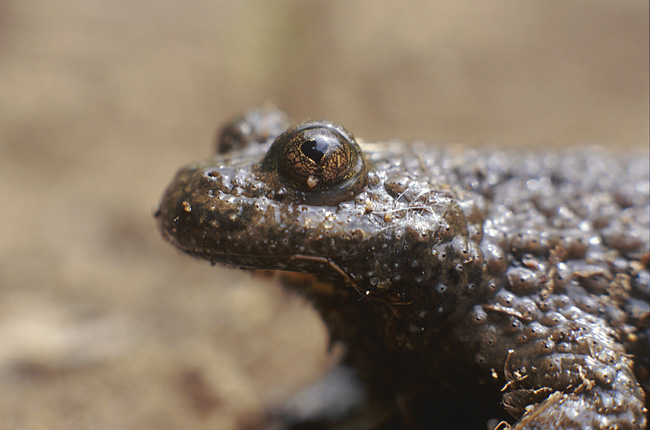
Kopf der Gelbbauchunke mit deutlich erkennbarer dreieckiger Pupille

Unken sind – entgegen einer weit verbreiteten Meinung – keine „besonders dicken Kröten“, sondern im Gegenteil sehr kleine, warzige, krötenartige Amphibien mit abgeflachten Körpern, von denen die meisten Arten nur etwa vier bis fünf Zentimeter lang werden. Auf ihrer Unterseite tragen sie auffällig bunte (Warn-)Farben als Zeichnungsmuster, die potenzielle Fressfeinde auf ihre Hautgifte aufmerksam machen sollen. Oberseits weisen sie eine meist graue bis braune Färbung auf, durch die sie auf schlammigem Boden gut getarnt sind – auch die meist auffällig leuchtend-grün und schwarz marmorierte Oberseite der Chinesischen Rotbauchunke (Bombina orientalis) wirkt in ihren natürlichen Lebensräumen eher tarnend. Die Haut ist mit sehr vielen drüsenhaltigen Warzen bedeckt, die bei den Gelbbauchunken zudem hornige Spitzen tragen.
Zu den besonderen und für die Unken einzigartigen Merkmalen (Autapomorphie) gehören zudem die auffällig langen Querfortsätze der Lendenwirbelsäule. Außerdem teilen sie mit den Scheibenzünglern die für diese namensgebende runde Zunge, die bis auf einen schmalen Rand mit dem Mundboden verwachsen und deshalb nicht ausstreckbar ist. Als weitere Merkmale gibt es bei ihnen und den Scheibenzünglern acht präsakrale (vor dem Kreuz gelegene) Wirbel mit sich überlappenden oberen Wirbelbogen, von denen der zweite bis vierte jeweils ein freies Rippenpaar trägt. Solche Rippen sind bei den meisten der über 5000 Froschlurcharten nicht mehr vorhanden. Der Schultergürtel ist beweglich, das Brustbein nur knorpelig angelegt.
Die Pupillen der recht nahe beieinanderstehenden Augen sind dreieckig bis herzförmig. Ein Trommelfell ist bei den Tieren nicht äußerlich sichtbar. Bei der Rotbauchunke (Bombina bombina) haben die Männchen innere und kehlständige Schallblasen, die den anderen Arten fehlen. Im Oberkiefer tragen sowohl das Maxillare wie auch das Praemaxillare Gaumenzähne; der Unterkiefer ist unbezahnt.
Zwischen den Fingern besitzen Unken eine basale Spannhaut; an den Zehen sind diese Schwimmhäute vollständig ausgebildet. In der Paarungszeit kann man bei den Männchen zudem Brunftschwielen an den Fingern und Unterarmen erkennen, die als dunkle bis schwarze Verdickungen ausgebildet sind. Diese Schwielen kommen bei der Riesenunke (Bombina maxima) auch an der Brust und bei der Gelbbauchunke (Bombina variegata) ebenso an den mittleren Zehen vor.

### Morphologie der Larven
Die Larven der Unken, also die Kaulquappen, erreichen eine maximale Länge, die etwa der der ausgewachsenen Tiere entspricht. Demzufolge sind sie kurz vor der Metamorphose einschließlich des Ruderschwanzes um fünf Zentimeter lang. Wie bei den Larven der Eigentlichen Scheibenzüngler (Discoglossus) sowie der Geburtshelferkröten (Alytes) befindet sich das Atemloch (Spiraculum) nicht an der linken Rumpfseite, sondern an der Unterseite auf der Körpermittellinie, wobei es im Vergleich zu den beiden anderen Gruppen deutlich näher am Rumpfende gelegen sein kann. Der hohe obere Flossensaum reicht relativ weit nach vorn und umfasst immer mindestens das letzte Rumpfdrittel. Der Schwanz ist kleiner als das 1,5-Fache der Rumpflänge und der Flossensaum besitzt ein feines Linienmuster. Bei Quappen der Rotbauchunke (Bombina bombina) sind oberseits zudem zwei helle Längsstreifen parallel zur Wirbelsäule zu erkennen. Sie schwimmen wenig im freien Wasser umher, sondern halten sich bevorzugt zwischen Wasserpflanzen auf.
Eines der markanten Merkmale bei der Bestimmung von Larven der Froschlurche stellt die Ausprägung des Mundfeldes dar. Die Ober- und die Unterlippe sind dabei von arttypischen Lippenzähnchenreihen sowie von warzenähnlichen Ausstülpungen (Mundrandpapillen) geprägt. Die Bombinatoridae, die Eigentlichen Scheibenzüngler sowie die Geburtshelferkröten besitzen dabei doppelzeilige Lippenzähnchenreihen auf beiden Lippen. Dabei weist die Oberlippe zwei, die Unterlippe drei Doppelreihen auf. Bei ihnen umgeben außerdem die Mundrandpapillen das gesamte Mundfeld, während bei den Scheibenzünglern der mittlere Bereich der Oberlippe diese lappigen Hautsäume nicht erkennen lässt.

## Verbreitung und Lebensraum

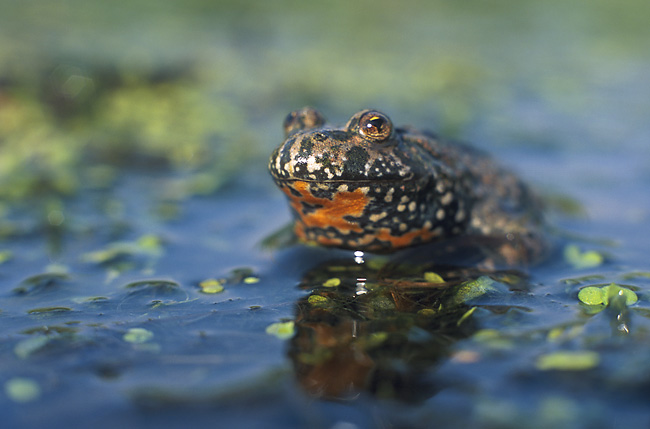
Rotbauchunke im natürlichen Lebensraum

Die Arten der Unken haben ein paläarktisches Verbreitungsgebiet; das bedeutet, dass sie sowohl in Europa als auch im vorwiegend klimatisch gemäßigten Asien zu finden sind. Die Rotbauchunke und die Gelbbauchunke kommen dabei – im letzteren Fall in mehreren Unterarten – in weiten Teilen Europas und Westasiens vor; vor allem die Rotbauchunke hat ein weitläufiges Verbreitungsgebiet. Alle weiteren Arten leben in Ostasien. Mit Ausnahme der Chinesischen Rotbauchunke, deren Verbreitungsgebiet bis in den Osten Russlands reicht und die auch in Teilen Koreas und auf einzelnen Inseln Japans zu finden ist, findet man sie nur sehr lokal in verschiedenen Regionen Chinas.
Alle Arten der Unken bevorzugen als Habitate stehende Gewässer, die sie anders als viele andere Froschlurche nur ungern über größere Distanzen oder längerfristig verlassen. Die Rotbauchunke lebt dabei vor allem im kontinental geprägten Tiefland an Stillgewässern wie kleineren Altarmen von Flüssen oder ruhigen Feldweihern und vor allem an Überflutungstümpeln in Auen. Die Gelbbauchunke findet man dagegen nur in höher gelegenen Gebieten, insbesondere Mittelgebirgsregionen, wo sie sich vor allem in Klein- und Kleinstgewässern wie Tümpeln, Lehmpfützen oder wassergefüllten Fahrrinnen aufhält, oft auch in der Nähe von kleinen Bergbächen. Die asiatischen Arten leben ebenfalls in Kleingewässern und können dabei bis in Höhen von über 3000 Metern vorkommen.

## Lebensweise

### Allgemeines Verhalten
Unken sind außerhalb der Paarungszeit weitgehend nachtaktiv und kommen in intakten Populationen in größerer Anzahl vor. Sie leben semi-aquatil und sind entsprechend morphologisch an das Wasserleben gut angepasst. Ihr Ruheverhalten innerhalb von Gewässern besteht darin, dass sie sich breitbeinig an der Wasseroberfläche treiben lassen, vor allem in flacheren und damit wärmeren Gewässerbereichen. Sie halten sich aber auch am Erdboden entlang der Uferlinie auf. Während der Wintermonate verfallen die Tiere in Winterstarre, bei der sie sich im Erdreich vergraben bzw. in vorhandene Höhlungen zurückziehen.

### Fortpflanzung und Entwicklung

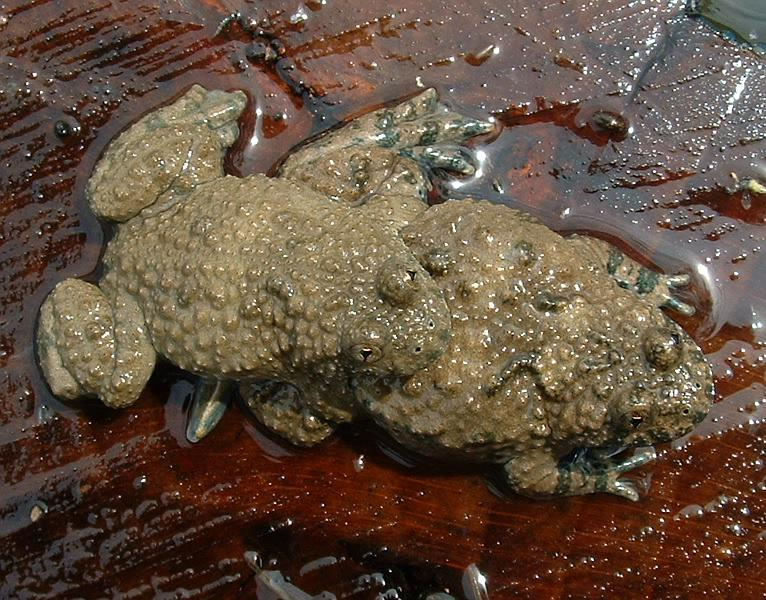
Gelbbauchunken im Amplexus

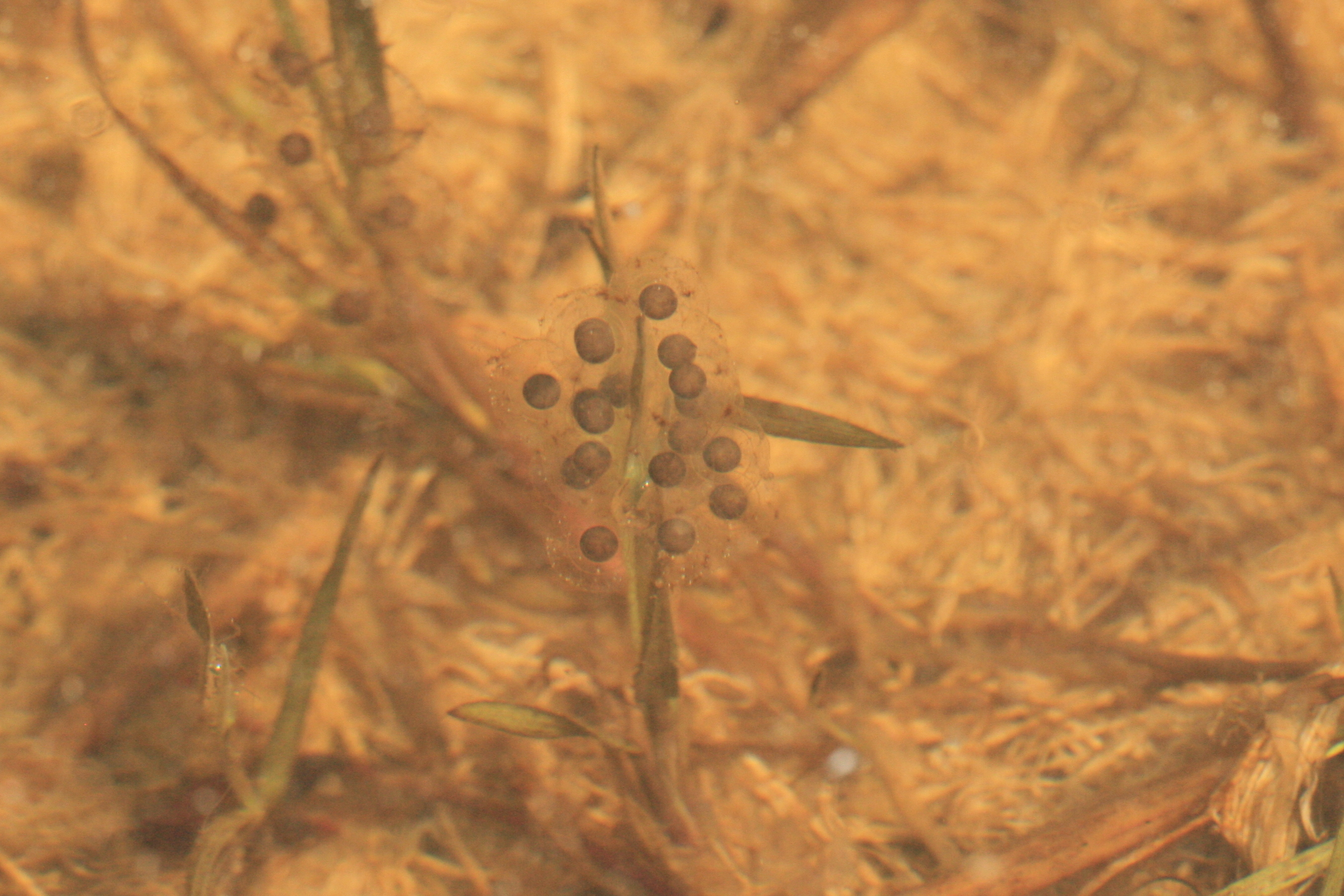
Der Laich von Unken besteht typischerweise nur aus sehr lockeren Klümpchen mit wenigen Eiern – hier frischer Laich der Gelbbauchunke

Die Paarungsrufe der Männchen klingen sehr eigentümlich „melancholisch“ (insbesondere bei der Rotbauchunke) oder „glockenartig“ (bei der Gelbbauchunke). Bei der Paarung umklammern sie an den Weibchen nicht den Bereich der Achseln, sondern die Lendengegend (vergleiche: Amplexus). Ihren Laich legen Unken in kleinen Klumpen an Wasserpflanzen oder am Gewässerboden ab; die Chinesische Rotbauchunke klebt die Eier an die Unterseite hohlliegender Steine auf dem Gewässerboden. Dabei können die Tiere in mehreren Schüben während des gesamten Sommers laichen. Es handelt sich immer um deutlich weniger als 100 Eier pro Paarung.
- Portraitseite mit Ruf der Rotbauchunke
- Portraitseite mit Ruf der Gelbbauchunke

### Ernährung
Unken orientieren sich beim Beutefang in erster Linie optisch und reagieren mit einem unselektiven Zuschnappreflex ihrer Kiefer gegenüber sich vor ihnen bewegenden Objekten bis zu einer Größe von etwa 3,5 Zentimetern. Das Nahrungsspektrum der adulten Unken setzt sich vor allem aus Insekten und deren Larven zusammen. Dabei ist die konkrete Zusammensetzung aber abhängig von der lokalen Verfügbarkeit der Nahrungstiere. Bei Untersuchungen in der Ukraine etwa wurde bei Rotbauchunken eine Zusammensetzung des Mageninhalts von durchschnittlich 56 % Zuckmückenlarven, 18 % verschiedenen Käfern, 3 % Webspinnen und einem Rest aus verschiedenen weiteren Wirbellosen, deren Anteil meist unter 1 % lag, festgestellt. Bei der Gelbbauchunke bestand die größte Nahrungsgruppe aus Käfern (31 %), gefolgt von Ameisen (15 %), verschiedenen Zweiflüglern (14 %, darin auch die Zuckmücken) und mehreren anderen Tiergruppen mit Anteilen bis 9 %.
Die Larven ernähren sich dagegen vor allem vom Algenrasen auf Steinen und anderen Strukturen unter Wasser. Daneben fressen sie auch den Laich anderer Froschlurche sowie gelegentlich auch den der eigenen Art sowie kleinere, geschwächte oder tote Kaulquappen.

### Natürliche Feinde
Unken werden trotz ihrer Hautsekrete von verschiedenen Tierarten verzehrt. Dazu gehören vor allem Schlangen, wie etwa in Europa die Ringelnatter (Natrix natrix) oder die Würfelnatter (Natrix tesselata). Unter den Vögeln erbeuten Weißstörche (Ciconia ciconia), Schwarzstörche (Ciconia nigra) und eine Reihe kleinerer Vogelarten (Krähen, Elstern etc.) die adulten Tiere. In der Ukraine wurde zudem beobachtet, dass Rotbauchunken vom Nachtreiher (Nycticorax nycticorax) gejagt wurden und zwischen 5 und 25 Prozent der Gesamtnahrung ausmachten. Weiterhin erbeuten auch Igel und Spitzmäuse diese Froschlurche. Die Larven und Eier werden von Kammmolchen, Wasserfröschen und Wasserschildkröten wie der Europäischen Sumpfschildkröte (Emys orbicularis) verspeist.
Unter den Schmarotzern spielen vor allem die parasitischen Würmer eine Rolle. Die Rotbauchunke wird beispielsweise von mindestens 15 Arten der Saugwürmer, acht Fadenwurmarten und zwei Kratzwürmern (Acanthocephala) befallen; außerdem ist sie Zwischenwirt für mindestens zwei Bandwurmarten. Bei der Gelbbauchunke sind bislang nur zwei Parasiten nachgewiesen worden – der Bandwurm Nematotaenia dispar und der Kratzer Acathocephalus ranae – während es zum Parasitenbefall der asiatischen Arten keine Untersuchungen oder Nachweise gibt.
Auch Kannibalismus wurde bei Unken, vor allem der Gelbbauchunke, beschrieben. Dabei fressen die Larven teilweise die Eier sowie kleinere Larven der gleichen Art, ausgewachsene Tiere die Larven.

### Verteidigung
Bei Störungen tauchen auf der Wasseroberfläche treibende Unken ab und versuchen, unter Wasser aus dem Störbereich zu fliehen. An Land verfallen die Tiere bei Bedrohung in eine typische Schreckstellung, die als Unkenreflex oder Kahnstellung bekannt ist und auch bei wenigen anderen Amphibien beobachtet wurde. Dabei heben sie ihre Gliedmaßen verdreht nach oben, so dass die Unterseiten mit der roten, orangefarbenen oder gelben Warnfärbung sichtbar werden. Die Handrücken werden dabei über die Augen gelegt und die Fußoberseiten auf den Rücken des Tieres gedreht, während es ein Hohlkreuz bildet.
Außerdem produzieren Unken in ihren Hautdrüsen ein Sekret, welches Reiz- und Giftstoffe enthält und als „Unkenspeichel“ bezeichnet wird. Dieser kann in solchen Mengen produziert werden, dass er die Körperoberfläche als weißer Schaum bedeckt. In dem nach Lauch riechenden Hautsekret sind verschiedene Stoffe enthalten, die beim Menschen vor allem die Schleimhäute der Augen und der Nase reizen. Einige der Inhaltsstoffe sind dabei auch giftig, andere wirken antimikrobiell und halten entsprechend den Körper von Bakterien oder Pilzsporen frei. Als Hauptbestandteil kommen das Bombinin (benannt nach der Gattung), das Bombinin-H-Peptid sowie eine Reihe von sehr ähnlichen Peptiden vor, die als „Bombinin-like Peptides“ (BLP) bezeichnet werden und in arttypischer Zusammensetzung vorliegen. So wurden bei der Rotbauchunke neben Bombinin auch mehrere freie Aminosäuren sowie eine große Menge Serotonin festgestellt. Das Sekret der Gelbbauchunke enthielt zudem ein hämolytisch wirksames Polypeptid. Bei der Riesenunke wurde das Maximin isoliert, welches ebenfalls im Aufbau dem Bombinin gleicht. Im Labor zeigte sich, dass Maximin auch als Zellgift gegen Tumore sowie eine Form als potentieller Wirkstoff gegen das HI-Virus der Krankheit AIDS wirkt.

## Evolution und Systematik

### Stammesgeschichte
Die frühesten Fossilfunde der Unken für Mitteleuropa stammen aus dem Pliozän und sind entsprechend zwischen zwei und fünf Millionen Jahren alt. Die meisten Skelette wurden dabei in fossilen Tierbauen in Pisede in Mecklenburg gefunden.
Die ältesten Funde der Scheibenzüngler im weiteren Sinne (Discoglossoidea), zu denen auch die Unken zählen, werden in Europa auf das Obere Jura (195 bis 135 Millionen Jahre) und in Nordamerika auf die Oberkreide (135 bis 65 Millionen Jahre) datiert. Auf der Basis dieser Funde sowie dem heutigen Verbreitungsgebiet in Europa und in Ostasien lässt sich die evolutionäre Entstehung der Scheibenzüngler und Bombinatoridae (Unken und Barbourfrösche) auf dem nördlichen Urkontinent Laurasia verorten.

### Externe Systematik

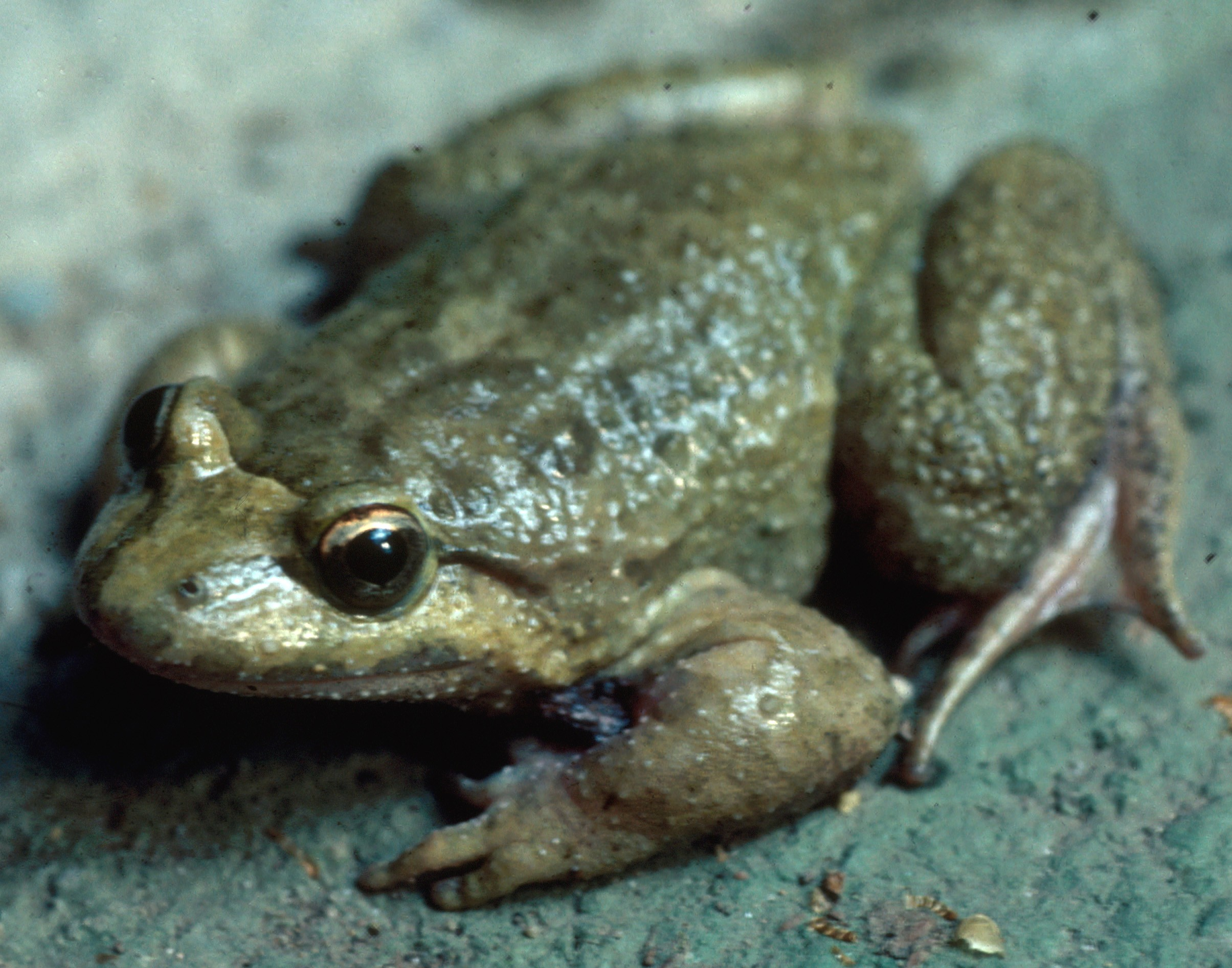
Korsischer Scheibenzüngler (Discoglossus montalenti)

Während die Unken noch vor einigen Jahren zu den Scheibenzünglern (Discoglossidae) gezählt wurden, wird die Gattung heute mehrheitlich gemeinsam mit den Barbourfröschen (Barbourula) der separaten Familie Bombinatoridae zugeordnet. Entsprechend stellen die Barbourfrösche die Schwestergruppe der Unken dar und die Scheibenzüngler mit den Eigentlichen Scheibenzünglern (Discoglossus) und den Geburtshelferkröten (Alytes) die Schwestergruppe der aus den beiden Gattungen bestehenden Bombinatoridae. Diese Hypothese, die beide Familien als echte monophyletische Taxa ansieht und entsprechend neben dem Schwestergruppenverhältnis der beiden Gattungen innerhalb der Bombinatoridae auch eines der Gattungen Alytes und Discoglossus voraussetzt, wurde mittlerweile auch genetisch durch einen Vergleich des mitochondrialen Genoms bestätigt. Die Scheibenzüngler und die Bombinatoridae bilden wiederum gemeinsam ein Taxon, welches als Scheibenzüngler im weiteren Sinne (Discoglossoidea) bezeichnet wird.
Die Scheibenzüngler und die Bombinatoridae werden in die Archaeobatrachia, also die „Urtümlichen Froschlurche“, eingeordnet. Neben ihnen werden auch die Neuseeländischen Urfrösche (Leiopelmatidae) und die Schwanzfrösche (Ascaphidae) zu dieser Unterordnung gezählt. Die Archaeobatrachia stellen die ursprünglichste Gruppe der rezenten Froschlurche dar und werden in ihrer Gesamtheit entsprechend den übrigen Anuren als Schwestertaxon gegenübergestellt:
| Bombinatoridae | \| \| Barbourfrösche (Barbourula) \| \| \| \| \| \| Unken (Bombina) \| \| \| \| |
|                | \| \| Barbourfrösche (Barbourula) \| \| \| \| \| \| Unken (Bombina) \| \| \| \| |
|                | Scheibenzüngler (Discoglossidae)                                                |
|                |                                                                                 |
|                | Barbourfrösche (Barbourula)                                                     |
|                |                                                                                 |
|                | Unken (Bombina)                                                                 |
|                |                                                                                 |

|  | Barbourfrösche (Barbourula) |
|  |                             |
|  | Unken (Bombina)             |
|  |                             |

| Bombinatoridae | \| \| Barbourfrösche (Barbourula) \| \| \| \| \| \| Unken (Bombina) \| \| \| \| |
|                | \| \| Barbourfrösche (Barbourula) \| \| \| \| \| \| Unken (Bombina) \| \| \| \| |
|                | Scheibenzüngler (Discoglossidae)                                                |
|                |                                                                                 |
|                | Barbourfrösche (Barbourula)                                                     |
|                |                                                                                 |
|                | Unken (Bombina)                                                                 |
|                |                                                                                 |

|  | Barbourfrösche (Barbourula) |
|  |                             |
|  | Unken (Bombina)             |
|  |                             |

| Bombinatoridae | \| \| Barbourfrösche (Barbourula) \| \| \| \| \| \| Unken (Bombina) \| \| \| \| |
|                | \| \| Barbourfrösche (Barbourula) \| \| \| \| \| \| Unken (Bombina) \| \| \| \| |
|                | Scheibenzüngler (Discoglossidae)                                                |
|                |                                                                                 |
|                | Barbourfrösche (Barbourula)                                                     |
|                |                                                                                 |
|                | Unken (Bombina)                                                                 |
|                |                                                                                 |

|  | Barbourfrösche (Barbourula) |
|  |                             |
|  | Unken (Bombina)             |
|  |                             |

| Bombinatoridae | \| \| Barbourfrösche (Barbourula) \| \| \| \| \| \| Unken (Bombina) \| \| \| \| |
|                | \| \| Barbourfrösche (Barbourula) \| \| \| \| \| \| Unken (Bombina) \| \| \| \| |
|                | Scheibenzüngler (Discoglossidae)                                                |
|                |                                                                                 |
|                | Barbourfrösche (Barbourula)                                                     |
|                |                                                                                 |
|                | Unken (Bombina)                                                                 |
|                |                                                                                 |

|  | Barbourfrösche (Barbourula) |
|  |                             |
|  | Unken (Bombina)             |
|  |                             |

| Bombinatoridae | \| \| Barbourfrösche (Barbourula) \| \| \| \| \| \| Unken (Bombina) \| \| \| \| |
|                | \| \| Barbourfrösche (Barbourula) \| \| \| \| \| \| Unken (Bombina) \| \| \| \| |
|                | Scheibenzüngler (Discoglossidae)                                                |
|                |                                                                                 |
|                | Barbourfrösche (Barbourula)                                                     |
|                |                                                                                 |
|                | Unken (Bombina)                                                                 |
|                |                                                                                 |

|  | Barbourfrösche (Barbourula) |
|  |                             |
|  | Unken (Bombina)             |
|  |                             |

| Bombinatoridae | \| \| Barbourfrösche (Barbourula) \| \| \| \| \| \| Unken (Bombina) \| \| \| \| |
|                | \| \| Barbourfrösche (Barbourula) \| \| \| \| \| \| Unken (Bombina) \| \| \| \| |
|                | Scheibenzüngler (Discoglossidae)                                                |
|                |                                                                                 |
|                | Barbourfrösche (Barbourula)                                                     |
|                |                                                                                 |
|                | Unken (Bombina)                                                                 |
|                |                                                                                 |

|  | Barbourfrösche (Barbourula) |
|  |                             |
|  | Unken (Bombina)             |
|  |                             |

| Bombinatoridae | \| \| Barbourfrösche (Barbourula) \| \| \| \| \| \| Unken (Bombina) \| \| \| \| |
|                | \| \| Barbourfrösche (Barbourula) \| \| \| \| \| \| Unken (Bombina) \| \| \| \| |
|                | Scheibenzüngler (Discoglossidae)                                                |
|                |                                                                                 |
|                | Barbourfrösche (Barbourula)                                                     |
|                |                                                                                 |
|                | Unken (Bombina)                                                                 |
|                |                                                                                 |

|  | Barbourfrösche (Barbourula) |
|  |                             |
|  | Unken (Bombina)             |
|  |                             |

| Bombinatoridae | \| \| Barbourfrösche (Barbourula) \| \| \| \| \| \| Unken (Bombina) \| \| \| \| |
|                | \| \| Barbourfrösche (Barbourula) \| \| \| \| \| \| Unken (Bombina) \| \| \| \| |
|                | Scheibenzüngler (Discoglossidae)                                                |
|                |                                                                                 |
|                | Barbourfrösche (Barbourula)                                                     |
|                |                                                                                 |
|                | Unken (Bombina)                                                                 |
|                |                                                                                 |

|  | Barbourfrösche (Barbourula) |
|  |                             |
|  | Unken (Bombina)             |
|  |                             |

### Interne Systematik

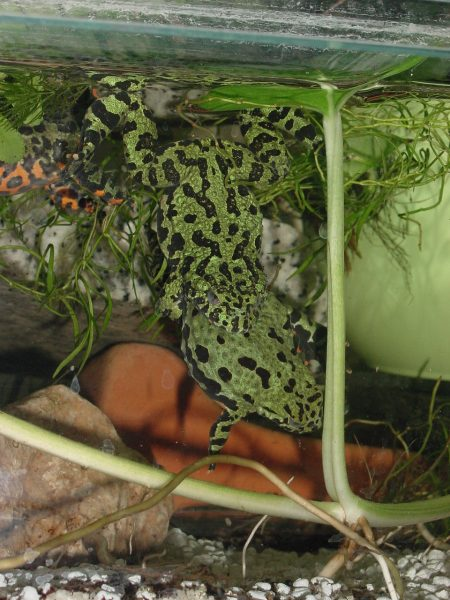
Chinesische Rotbauchunken im Amplexus (Haltung im Paludarium)

Die Erstbeschreibung der Gattung Bombina erfolgte unter diesem Namen 1816 durch Lorenz Oken, der die bereits 1758 durch Carl von Linné als Rana variegata beschriebene Gelbbauchunke sowie die 1761 ebenfalls durch Linné beschriebene Rotbauchunke, die dieser Rana bombina nannte, in eine eigene Gattung Bombina stellte. Bereits 1768 wurden die Arten dann durch Josephus Nicolaus Laurenti den Kröten in der Gattung Bufo zugeschlagen. Eine erneute Beschreibung erfolgte 1820 durch Blasius Merrem unter dem Namen Bombinator (darauf aufbauend nannte John Edward Gray die Familie Bombinatoridae), die sich als gültiger Gattungsname bis 1907 halten konnte. In dem Jahr griff Leonhard Hess Stejneger auf den nach der Prioritätsregel der zoologischen Nomenklatur gültigen Namen von Oken zurück, Bombinator blieb allerdings weiterhin das häufigste Synonym.
Die interne Systematik der Unken ist teilweise noch umstritten, so dass innerhalb der Literatur verschiedene Ansichten über den Status der einzelnen Arten vorliegen. Nach molekularbiologischen Untersuchungen werden zehn Arten in zwei Untergattungen unterschieden. Während die Gelbbauchunke ebenfalls noch Unterarten aufweist.
- Untergattung Bombina
  - Rotbauchunke – Bombina bombina (Linnaeus, 1761)
  - Chinesische Rotbauchunke – Bombina orientalis (Boulenger, 1890)
  - Apennin-Gelbbauchunke – Bombina pachypus (Bonaparte, 1838)
  - Europäische Gelbbauchunke – Bombina variegata variegata (Linnaeus, 1758)
    - Dalmatinische Gelbbauchunke – Bombina variegata kolombatovici (Bedriaga, 1890)
    - Griechische Gelbbauchunke – Bombina variegata scabra (Kuester, 1843)
- Untergattung Grobina
  - Guangxi-Rotbauchunke – Bombina fortinuptialis (Hu & Wu, 1978)
  - Hubei-Rotbauchunke – Bombina microdeladigitora (Liu, Hu & Yang, 1960)
  - Lichuan-Rotbauchunke – Bombina lichuanensis (Ye & Fei, 1994)
  - Riesenunke – Bombina maxima (Boulenger, 1905)

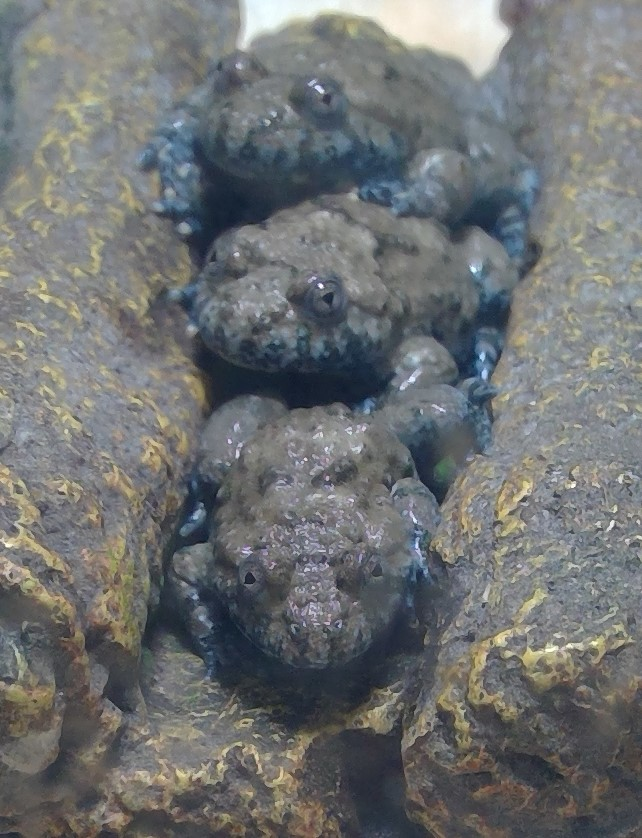
Jungtiere der Apennin-Gelbbauchunke

Zwischen manchen Arten wie der Rotbauch- und der Gelbbauchunke ist eine Hybridisierung möglich, die in den Regionen auftritt, in denen beide Arten sympatrisch und syntop zu finden sind – dieses Überschneidungsgebiet stellt allerdings einen sehr schmalen Streifen dar (Beispiel einer entsprechenden Lokalität: Neusiedler See). Die Hybride sind in ihrer Färbung relativ variabel und stellen dabei einen intermediären Zustand der beiden Elternarten dar. Sie sind voll reproduktionsfähig und können sich entsprechend auch untereinander fortpflanzen, haben jedoch vor allem in der zentralen Hybridisierungsregion eine deutlich erhöhte Mortalitätsrate. Der Einfluss der beiden Arten aufeinander ist bis in eine 10-fache Entfernung des eigentlichen Hybridisierungsgebietes genetisch bestimmbar, wirkt sich jedoch mit zunehmendem Abstand vom Zentrum immer weniger phänotypisch aus.
|  | \| \| Gelbbauchunke (Bombina variegata) \| \| \| \| \| \| Apennin-Gelbbauchunke (Bombina pachypus) \| \| \| \| |
|  | |
|  | Rotbauchunke (Bombina bombina)                                                                                 |
|  | |
|  | Gelbbauchunke (Bombina variegata)                                                                              |
|  | |
|  | Apennin-Gelbbauchunke (Bombina pachypus)                                                                       |
|  | |

|  | Gelbbauchunke (Bombina variegata)        |
|  |                                          |
|  | Apennin-Gelbbauchunke (Bombina pachypus) |
|  |                                          |

|  | \| \| Gelbbauchunke (Bombina variegata) \| \| \| \| \| \| Apennin-Gelbbauchunke (Bombina pachypus) \| \| \| \| |
|  | |
|  | Rotbauchunke (Bombina bombina)                                                                                 |
|  | |
|  | Gelbbauchunke (Bombina variegata)                                                                              |
|  | |
|  | Apennin-Gelbbauchunke (Bombina pachypus)                                                                       |
|  | |

|  | Gelbbauchunke (Bombina variegata)        |
|  |                                          |
|  | Apennin-Gelbbauchunke (Bombina pachypus) |
|  |                                          |

|  | Lichuan-Rotbauchunke (Bombina lichuanensis) |
|  |                                             |
|  | Riesenunke (Bombina maxima)                 |
|  |                                             |

|  | \| \| Gelbbauchunke (Bombina variegata) \| \| \| \| \| \| Apennin-Gelbbauchunke (Bombina pachypus) \| \| \| \| |
|  | |
|  | Rotbauchunke (Bombina bombina)                                                                                 |
|  | |
|  | Gelbbauchunke (Bombina variegata)                                                                              |
|  | |
|  | Apennin-Gelbbauchunke (Bombina pachypus)                                                                       |
|  | |

|  | Gelbbauchunke (Bombina variegata)        |
|  |                                          |
|  | Apennin-Gelbbauchunke (Bombina pachypus) |
|  |                                          |

|  | \| \| Gelbbauchunke (Bombina variegata) \| \| \| \| \| \| Apennin-Gelbbauchunke (Bombina pachypus) \| \| \| \| |
|  | |
|  | Rotbauchunke (Bombina bombina)                                                                                 |
|  | |
|  | Gelbbauchunke (Bombina variegata)                                                                              |
|  | |
|  | Apennin-Gelbbauchunke (Bombina pachypus)                                                                       |
|  | |

|  | Gelbbauchunke (Bombina variegata)        |
|  |                                          |
|  | Apennin-Gelbbauchunke (Bombina pachypus) |
|  |                                          |

|  | Lichuan-Rotbauchunke (Bombina lichuanensis) |
|  |                                             |
|  | Riesenunke (Bombina maxima)                 |
|  |                                             |

|  | \| \| Gelbbauchunke (Bombina variegata) \| \| \| \| \| \| Apennin-Gelbbauchunke (Bombina pachypus) \| \| \| \| |
|  | |
|  | Rotbauchunke (Bombina bombina)                                                                                 |
|  | |
|  | Gelbbauchunke (Bombina variegata)                                                                              |
|  | |
|  | Apennin-Gelbbauchunke (Bombina pachypus)                                                                       |
|  | |

|  | Gelbbauchunke (Bombina variegata)        |
|  |                                          |
|  | Apennin-Gelbbauchunke (Bombina pachypus) |
|  |                                          |

|  | \| \| Gelbbauchunke (Bombina variegata) \| \| \| \| \| \| Apennin-Gelbbauchunke (Bombina pachypus) \| \| \| \| |
|  | |
|  | Rotbauchunke (Bombina bombina)                                                                                 |
|  | |
|  | Gelbbauchunke (Bombina variegata)                                                                              |
|  | |
|  | Apennin-Gelbbauchunke (Bombina pachypus)                                                                       |
|  | |

|  | Gelbbauchunke (Bombina variegata)        |
|  |                                          |
|  | Apennin-Gelbbauchunke (Bombina pachypus) |
|  |                                          |

|  | Lichuan-Rotbauchunke (Bombina lichuanensis) |
|  |                                             |
|  | Riesenunke (Bombina maxima)                 |
|  |                                             |

|  | \| \| Gelbbauchunke (Bombina variegata) \| \| \| \| \| \| Apennin-Gelbbauchunke (Bombina pachypus) \| \| \| \| |
|  | |
|  | Rotbauchunke (Bombina bombina)                                                                                 |
|  | |
|  | Gelbbauchunke (Bombina variegata)                                                                              |
|  | |
|  | Apennin-Gelbbauchunke (Bombina pachypus)                                                                       |
|  | |

|  | Gelbbauchunke (Bombina variegata)        |
|  |                                          |
|  | Apennin-Gelbbauchunke (Bombina pachypus) |
|  |                                          |

|  | \| \| Gelbbauchunke (Bombina variegata) \| \| \| \| \| \| Apennin-Gelbbauchunke (Bombina pachypus) \| \| \| \| |
|  | |
|  | Rotbauchunke (Bombina bombina)                                                                                 |
|  | |
|  | Gelbbauchunke (Bombina variegata)                                                                              |
|  | |
|  | Apennin-Gelbbauchunke (Bombina pachypus)                                                                       |
|  | |

|  | Gelbbauchunke (Bombina variegata)        |
|  |                                          |
|  | Apennin-Gelbbauchunke (Bombina pachypus) |
|  |                                          |

|  | Lichuan-Rotbauchunke (Bombina lichuanensis) |
|  |                                             |
|  | Riesenunke (Bombina maxima)                 |
|  |                                             |

## Etymologie

### Wortherkunft der deutschen Bezeichnung Unke
Die Etymologie des Namens Unke ist schwierig – das Wort hat verschiedene Wurzeln und mehrmals in der Geschichte hat sich seine Bedeutung verändert. Eine Wurzel ist sicher das nordgermanische unkvi, das wahrscheinlich mit dem lateinischen anguis (= die Schlange) urverwandt ist. Aus unkvi entwickelte sich dann im Althochdeutschen, Mittelhochdeutschen und auch im Mittelniederdeutschen unc (= die Schlange). Eine andere Wurzel ist das nordgermanische ûkôn (= die Kröte) aus dem sich im ahd. ûcha, mhd. ûche auch ouche und ouke, nhd. auke und euke entwickelte. Eine dritte Erklärung ist ein lautmalendes Ausrufewort aus unk, abgeleitet aus dem Ruf der Männchen. Daraus leitet sich auch das deutsche Verb unken ab (so viel wie vage Warnungen ausstoßen), was dann die Etymologische Figur „Unken unken“ ermöglicht.
Interessant ist die Zusammenführung zweier Bedeutungen in einen Wortstamm. In der frühen Mythologie wurde die Kröte oft mit Tod und Reinkarnation in Verbindung gebracht, die Schlange hingegen galt als Sinnbild der Unendlichkeit, aber auch als Symbol des Phallus, also des auf- und absteigenden Heros. In der christlichen Mythologie war die Schlange dann das Sinnbild des Sündenfalls. Seltener wurde die Bezeichnung Unke auch für den Basilisken oder Eidechsen gebraucht.
Die Verwendung in der Bedeutung Schlange findet sich bis in das 17. Jahrhundert, unter anderem bei Jakob Ayrer (1598), in Johann Georg Agricolas Chirurgia (1643), in Christian Franz Paullinis Philosophischer Feierabend (1700), in Jacob Grimms Deutsche Mythologie (1825; hier spezifisch für die Ringelnatter oder Wasserhausotter) sowie in Alfred Brehms Tierleben (1864–1869) für die Blindschleiche. In der Bedeutung Kröte findet sich der Begriff vor allem später, neben weiteren bei Notker II., bei Daniel Sanders und bei Bonifaz Wimmer. Die Verwendung in der Bedeutungseigenschaft Basilisk findet sich unter anderen bei Karl Wilhelm Diefenbach und bei Scherz-Oberlin. Als Gattung wurden die Unken 1816 von Lorenz Oken erstbeschrieben; ab diesem Zeitpunkt setzt sich der Begriff langsam für die heute gemeinte Gattung durch.
Eine Theorie für die Begriffswandlung ist das Seltenerwerden der Schlangen im 17. Jahrhundert mit dem Beginn der massiven Bekämpfung und Vertreibung von Schlangen aus den Kulturregionen. Ein anderer Erklärungsversuch besagt, dass Unken zwar recht laut rufen, jedoch nur sehr schwer zu entdecken sind, sich in der Nähe der Gewässer aber oft Ringelnattern fanden, denen die Rufe dann fälschlicherweise zugeschrieben wurden.

### Etymologie der wissenschaftlichen Namen
Der gültige wissenschaftliche Name Bombina sowie das Synonym Bombinator leiten sich von der lateinischen Bezeichnung bombus ab, die für „tiefer Ton“ steht. Er bezeichnet also die Tonlage des Unkenrufes (gemeint ist hier insbesondere der Ruf der Rotbauchunke).

## Menschen und Unken

### Gefährdung und Schutz
Die beiden in Mitteleuropa heimischen Arten, die Rotbauchunke und die Gelbbauchunke, werden auf der Roten Liste weit oben geführt. Die Rotbauchunke gilt beispielsweise in Deutschland als vom Aussterben bedroht während die Gelbbauchunke als stark gefährdet gekennzeichnet ist. Der Bestandsrückgang ist allerdings auch international zu beobachten – besonders am nordwestlichen Arealrand der Art. So gingen in Südschweden mittlerweile alle natürlichen Vorkommensgebiete der Rotbauchunke verloren und seit 1960 wird versucht, sie künstlich wieder anzusiedeln. In Dänemark waren von den ursprünglich etwa 100 bekannten Populationen der Art mehr als die Hälfte bis zum Jahr 1950 verschwunden; im Jahr 1996 gab es nur noch sieben Vorkommen. Eine ähnliche Entwicklung ist auch aus dem Osten Schleswig-Holsteins und Niedersachsens zu vermelden. Die größten deutschen Populationen der Rotbauchunke befinden sich heute entlang der Elbe sowie in Brandenburg und in Mecklenburg-Vorpommern – aber auch hier ist sie teilweise stark rückläufig. Vergleichbares lässt sich auch über die Gelbbauchunke sagen, deren Bestände in weiten Teilen ihres Verbreitungsgebietes im Rückgang begriffen oder sogar erloschen sind.
Zur Gefährdung und auch zu den Bestandszahlen der asiatischen Arten liegen keine Daten vor. Bis auf die Riesenunke und die Chinesische Rotbauchunke wurden alle Arten bislang nur als Einzelindividuen oder als kleine Populationen beschrieben, die sehr kleinräumig verbreitet sind. Auch über den Status der Riesenunke können keine genaueren Aussagen getroffen werden. Die Chinesische Rotbauchunke gilt als weit verbreitete und häufige Amphibienart, deren Status in weiten Teilen des Verbreitungsgebietes zwar als wenig erforscht gilt, die insgesamt jedoch als noch nicht gefährdet angesehen wird.

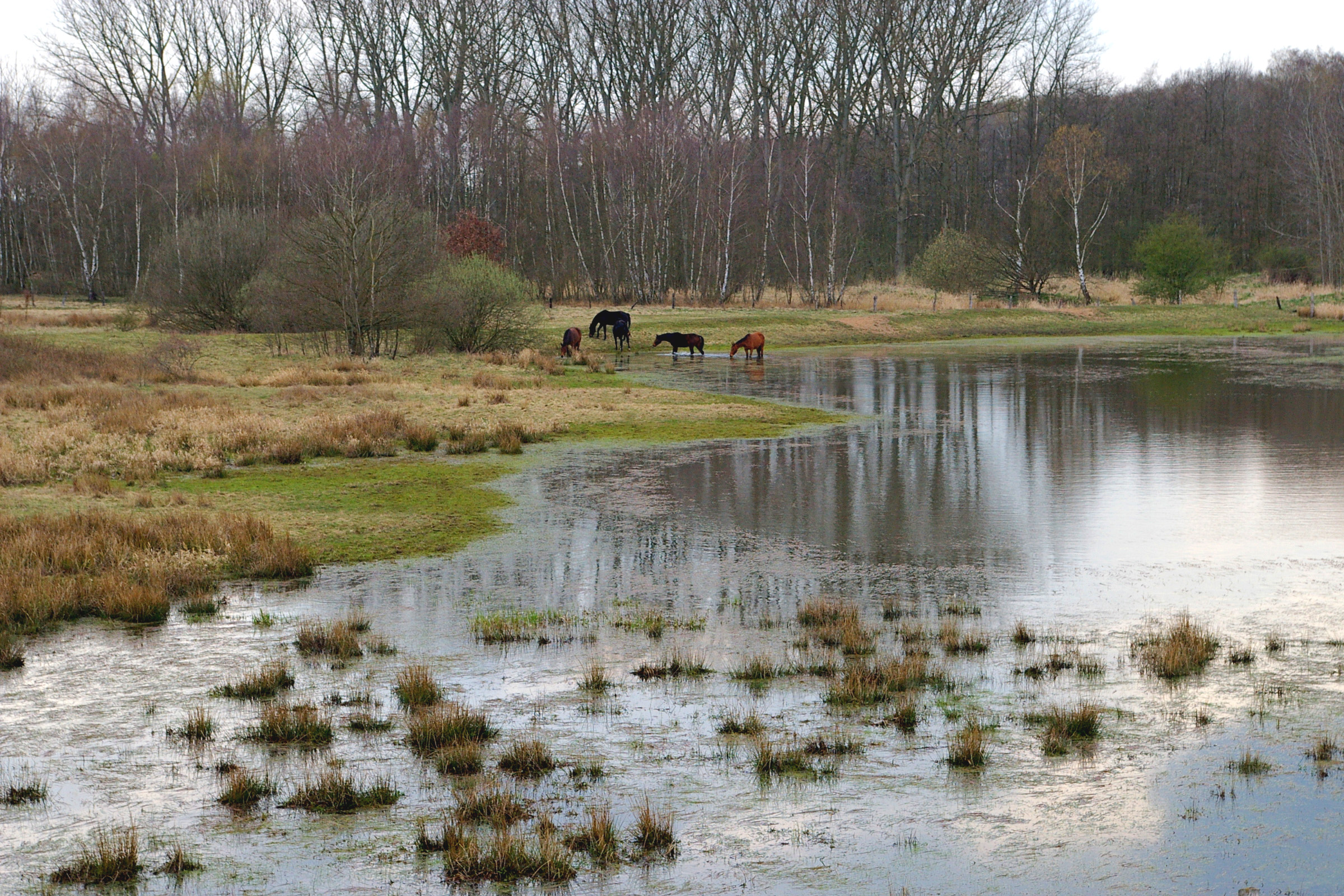
Qualmgewässer an der mittleren Elbe, Lebensraum der Rotbauchunke

Die Gefährdung der europäischen Unkenarten geht, wie bei den meisten Amphibien, mit dem Rückgang der Gewässer und damit ihrer Lebensräume einher. Sehr viele Stillgewässer werden im Rahmen der landwirtschaftlichen Nutzung sowie anderer Flächentrockenlegungen sowie bei der Begradigung und dem Ausbau von Bach- und Flussläufen (weniger Überschwemmungsflächen) und bei der Absenkung des Grundwassers zerstört. Dies betrifft gerade auch die Klein- und Kleinstgewässer, in denen Unken heimisch sind. Hinzu kommt eine zunehmende Verschmutzung der Gewässer durch Pestizide und Dünger. Mit dem Verschwinden einzelner Populationen tritt zudem eine Verinselung der noch bestehenden Populationen ein, deren genetischer Pool dadurch von dem anderer abgetrennt wird. Durch diese immer stärker werdende Isolation wird der Rückgang weiter verstärkt.
Die von Gelbbauchunken bevorzugten Lebensräume müssen ständig durch Nutzung oder Pflege offengehalten werden, da sie sonst sehr rasch verbuschen. Neue „Pionierbiotope“ können in der mitteleuropäischen Kulturlandschaft dagegen kaum mehr auf natürliche Weise entstehen. Meist nur noch in Bodenabbaugruben und auf lehmigen Waldwegen finden sich geeignete Bedingungen.
Als Schutzmaßnahmen kommen bei den Unken vor allem lebensraumerhaltene und -fördernde Maßnahmen in Frage. So sollten Gebiete, in denen die Tiere vorkommen, unter Schutz gestellt und die Landwirtschaft extensiviert werden. Dazu gehört vor allem auch die Neuanlage und Sanierung von Kleingewässern (Biotopverbund), der Erhalt von Grünflächen sowie der Rückbau von Entwässerungsanlagen.
Neben diesen anthropogenen Einflüssen werden jedoch auch klimatische Gründe des Rückgangs vermutet: Die Unken hatten ihren Verbreitungshöhepunkt in der Zeit des Klimaoptimums nach der letzten Eiszeit (vergleiche: Atlantikum), so dass die Klimaentwicklung seit dieser Zeit ein weiterer Faktor sein könnte. Diesem kann mit Mitteln des Artenschutzes nicht begegnet werden.

### Heimtierhaltung
Achtung: Für die Haltung der Tiere ist eine Beratung durch Fachleute und die Weiterbildung durch geeignete Literatur vor der Anschaffung unbedingt notwendig. Dieser Text ersetzt keine Haltungsanweisungen. Jede Entnahme von Amphibien und deren Entwicklungsstadien aus der freien Natur ist beispielsweise in Deutschland nach dem Bundesnaturschutzgesetz und der Bundesartenschutzverordnung verboten. Letztere bezieht neben den europäischen Arten ausdrücklich auch Bombina orientalis mit ein. Die stark bedrohten europäischen Unken sind zudem EU-weit nach der Fauna-Flora-Habitat-Richtlinie streng geschützt.
Für die Terraristik spielt vor allem die Haltung der Chinesischen Rotbauchunke eine Rolle, während die Rotbauchunke, die Gelbbauchunke sowie die Riesenunke relativ selten gehalten werden. Dabei werden sowohl Wildfänge als auch Zuchttiere angeboten, wobei zumindest bei den europäischen Arten aufgrund des Schutzstatus ein Nachweis erforderlich ist, dass es sich nicht um Wildfänge handelt.
Die Tiere benötigen ein ihren Bedürfnissen entsprechend ausgestattetes Aquaterrarium. Es sollte sich dabei um eine strukturreiche Einrichtung handeln, in dessen Wasserteil auch eine Bepflanzung sowie einige hohlliegende Steine vorhanden sein müssen. Als Futter werden sowohl Insekten als auch kleine Fleischbrocken angenommen. Der Besatz sollte allerdings nicht zu groß werden, da es ansonsten zu Beißereien und auch Verletzungen kommen kann. Eine Überwinterung der Tiere erfolgt in einem Behältnis, welches mit feuchtem Moos und Laub ausgelegt ist, an einem kühlen, aber frostfreien Ort.
Die Chinesische Rotbauchunke lässt sich in Gefangenschaft gut züchten. Für die Larven sollten separate Becken angelegt werden, da bei den Tieren Kannibalismus auftreten kann. Bei Nachzuchttieren kann die rote Unterseitenfärbung bei der Chinesischen Rotbauchunke sowie der Rotbauchunke deutlich blasser sein als beim Wildtyp; dies lässt sich durch Futterzugabe von Canthaxanthin-Präparaten dauerhaft beheben.

### Unken in Kunst, Literatur und Mythologie
Durch die Bedeutungswandlung des Begriffs Unken im Laufe der Zeit wird dieser auch in der Literatur in verschiedenen Bedeutungen verwendet. Zum Teil ist gerade bei kürzeren literarischen Erwähnungen gar nicht zu unterscheiden, ob eine Schlange oder ein Froschlurch gemeint ist. Insbesondere vor dem 19. Jahrhundert, aber auch heute noch werden Unken oft mit Kröten gleichgesetzt – wobei der Begriff Kröte seinerseits tiersystematisch nicht scharf abgegrenzt ist. So kann mit einer „Unke“ durchaus auch eine Kröte gemeint sein und umgekehrt. Die Unke als Begriff für Fabelwesen dagegen findet in der Literatur kaum Verwendung. Von einer Bedeutung des Begriffs Unke im heutigen Sinne für die Gattung Bombina kann bei historischen Quellen also nur dann ausgegangen werden, wenn es sich um einen lautmalenden Bezug auf den Unkenruf handelt.
In der Malerei ist das Motiv der Unke kaum anzutreffen; es findet sich jedoch vereinzelt auf Altären, in Niederösterreich zum Beispiel auf dem Altar der Kaiser-Jubiläums-Kirche in der Marktgemeinde Hirtenberg. Verbreitet ist die Unke auf keltischen Sandsteinaltären in Gestalt von Köpfen mit Opfermulde, die auf der Rückseite regelmäßig eine hochspringende Unke und ein Raubtier, möglicherweise einen Wolf zeigen. Das identische Motiv findet sich auch seltener auf monumentalen Sandstein Altären oder Grenzsteinen.
In Trankrezepten aus der Hexerei gibt es kaum Erwähnungen, obwohl dies wegen der Hautsekrete der Unke nahe läge. Häufig findet sich jedoch die Kröte in solchen Rezepten und es besteht wieder die Möglichkeit, dass Unken nicht von Kröten unterschieden wurden. Einer der seltenen Hinweise auf die Verwendung von Unken in solchen Tränken findet sich allerdings bei Properz in seinen Elegien. Dort heißt es:

„Scheußliche Gifte, heimlich gebraut von Fröschen und Unken,
zischender Nattern Gebein haben den Armen betört.“

Bedeutend ist die Unke in dem Osterritual Blut der Erneuerung, das durch Arator überliefert ist. Im Somnium, dem sechsten Schritt des Rituals, heißt es:

„Höre den Auftrag, oder heiligen Ratschluß,

denn dein Seelenheil liegt darin:

Es verheert unser Land eine pechschwarze Unke,

die ihr Gift den Lebenden und den Toten einspritzt

und alles Sein bedroht.“

Im späteren Somnium tauchen aber auch die Worte Schlange, Kröte und Drache auf. Gemeint ist hier das Böse, das dem Menschen innewohnt. Gegen Ende des Rituals wird die Unke getötet, aber auch der Zeremonienmeister selbst stirbt. Das Bild soll die Notwendigkeit darstellen, den Satan und seinen unendlichen Einfluss auf den Menschen abzutöten – dieser Feind ist der Mensch aber selbst!

#### Allegorien
Die Unke wird als Allegorie auf verschiedene Themen verwendet. Häufig verkörpert sie das Bild des Unheilspropheten oder Verkünders schlechter Omen und findet sich das Unkenlied auch als Ankündigung des Todes oder als Trauerlied. Generell werden die vom Menschen als traurig empfundenen Rufe auch in der Literatur in melancholischen Zusammenhängen erwähnt, oft auch in Verbindung mit Zweifeln (vgl. Das Unkenlied des Zweifels). Hieraus hat sich auch die deutsche Redewendung Allen Unkenrufen zum Trotz entwickelt; der Unkenruf meint hier die geäußerten Bedenken von Zweiflern oder Pessimisten.
Andere Motive benutzen das Wort Unke als Synonym für eine alte Frau oder ein unsympathisches Mädchen bzw. generell für Hässlichkeit, was sich vom warzigen Äußeren der Tiergattung ableitet. Ein drittes Motiv wäre die Trunkenheit wie in Voll wie eine Unke sein, möglicherweise abgeleitet aus dem Anblick der beim Rufen teilweise extrem stark aufgeblähten männlichen Unken.
Zudem wird der Ausdruck rumunken regional für übertriebenes Gemecker oder schlechtes Reden verwendet.

#### Unken im Märchen

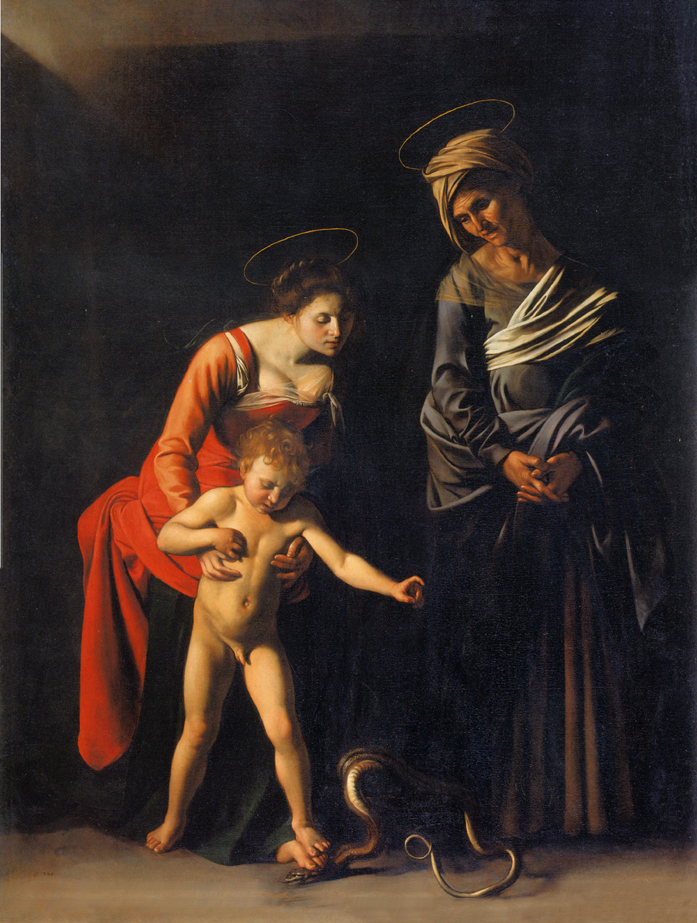
Kind mit einer Schlange – Caravaggio, (1571–1610)

Im Märchen findet sich die Unke als Froschlurch selten; für eine Schlange steht der Begriff jedoch häufig. Immer ist die Unke dann ein Glücks- oder Segensbringer. Bei den Gebrüdern Grimm gibt es zwei solcher Märchen:
Das Märchen von der Unke erzählt das Schicksal einer Schlange, das mit dem Schicksal eines Kindes verknüpft ist. Solange das Kind die Schlange füttert, gedeiht es, sobald aber die Mutter die Unke erschlägt, stirbt auch das Kind. Im Märchen Die Unke mit der Krone wird das Tier als empfindsames Wesen, das einen Schatz zu Tage trägt, gezeichnet. Als ein Kind den Schatz fortnimmt, tötet sich die Unke selbst.
Auch im Neuen deutschen Märchenbuch von Bechstein finden sich Märchen, die explizit den Begriff der Unke synonym für eine Schlange verwenden. In dem Märchen Schlange Hausfreund ist die Unke ein segensreiches Tier, das den Wohlstand bringt und sich eng mit einer Katze befreundet. Deutlicher wird die mythologische Bedeutung im Märchen Die Schlange mit dem goldenen Schlüssel. Hier wird das Tier, solange eine Erlösung in Sicht ist, als Schlange und erst danach, als es für weitere hundert Jahre ein verlorenes Wesen ist, als Unke bezeichnet.

#### Unkenrufe in der Lyrik
Der Unkenruf als akustisch wahrnehmbares Element der Umwelt ist als Motiv in der Lyrik weit verbreitet, dabei ist er im literarischen Sinne streng genommen kein Tierlaut, da er nicht lautmalend wiedergegeben wird, sondern beschrieben wird. Das Wort Unke selbst oder das Verb unken kann jedoch als Interjektion des Ruflauts unk interpretiert werden.
Unterschieden werden muss zwischen dem Ruf der Gelbbauchunken und dem der Rotbauchunken. Ersterer, der auch oft mit dem Ruf der nahe verwandten Geburtshelferkröte verwechselt wird, klingt zart oder glockenhell und findet sich zum Beispiel bei Annette von Droste-Hülshoff:

„Ich hörte nur der Wipfel Stöhnen,
Und unter mir, an Weihers Saum,
Der Unken zart Geläute tönen.“

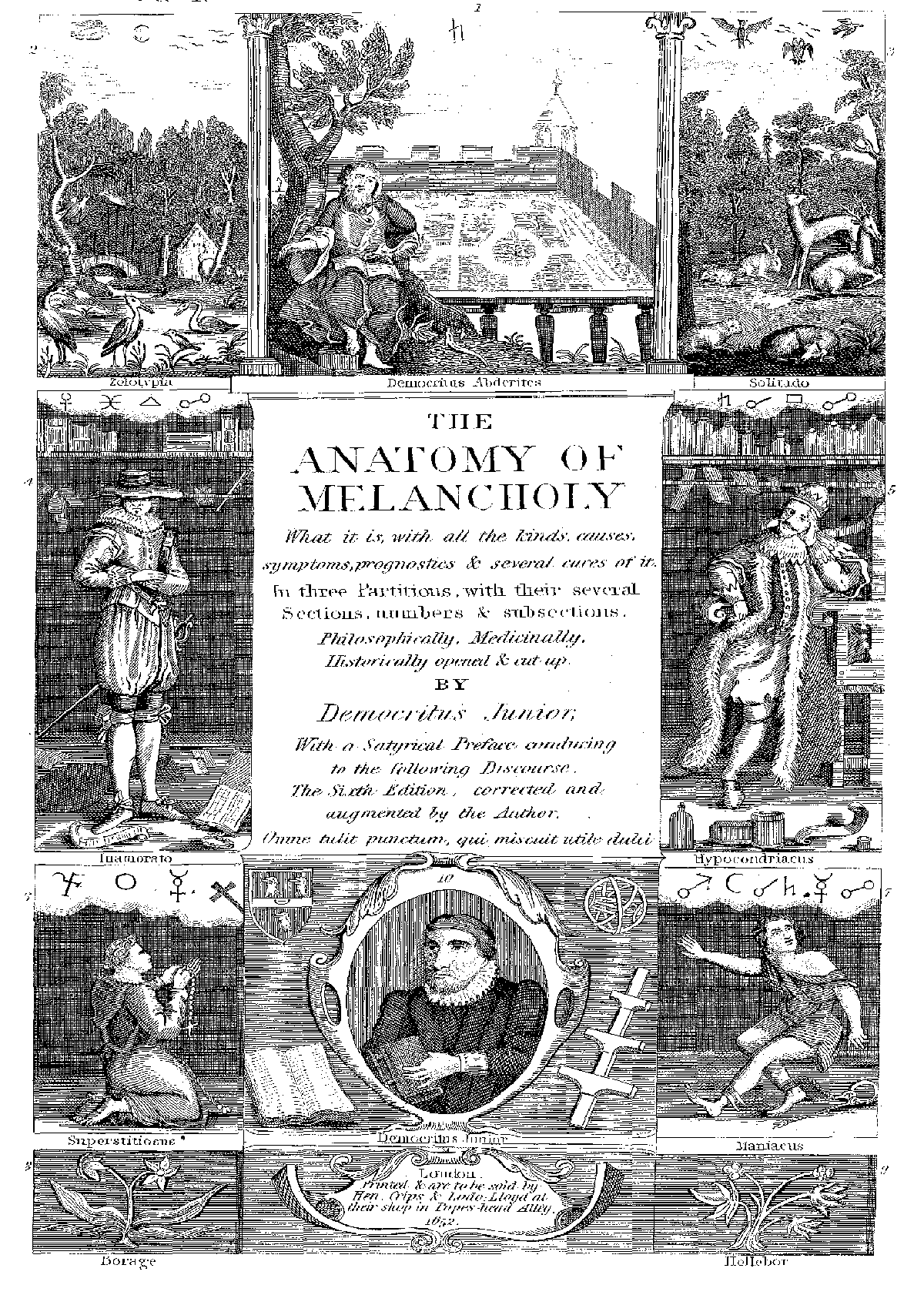
Auf dem Frontispiz von Burtons Anatomie der Melancholie findet sich ein Sumpf. Auch wegen der Rufe von Unken gilt der Sumpf als melancholischer Ort.

Der Ruf der Rotbauchunke ist eher dumpf und tiefer. Er wird vom Menschen als melancholisch, bedrohlich und düster empfunden und findet sich zum Beispiel bei Nikolaus Lenau in seinem Versepos Die Albigenser. In dieser Metapher steht deutlich der pessimistische, zweifelnde und betrübte Charakter des Unkenlieds im Vordergrund.

„Da springen die Gedanken ihm hinein,
Wie aufgeschreckte Unken in den See,
Und singen ihm betrübte Melodein.
Sie rufen übers weite Schlachtgefild
Das Unkenlied des Zweifels dumpf und wild:
[…]“

Der Unkenruf als akustisches Motiv findet sich in der Lyrik darüber hinaus auch bei Theodor Fontane, Bettina von Arnim, Georg Heym und vielen anderen deutschen Dichtern.

#### Unkenrufe in der Prosa

Karl May als Kara Ben Nemsi (Kostümfoto)

In der Prosa steht nicht so sehr die Wirkung des Unkenrufs auf den Menschen im Vordergrund, sondern das Äußere der Unke, das als abstoßend empfunden wird.
Dieses Motiv ist etwa aus der Erzählung Der Räuber Hotzenplotz von Otfried Preußler bekannt. Dort hat der böse Zauberer Petrosilius Zwackelmann die gute Fee Amaryllis in eine Unke verwandelt – erst Kasperl gelingt es, den Zauber aufzuheben und die Unke wieder in die Fee zurückzuverwandeln. Aus Schreck fällt der böse Zauberer in den Unkenpfuhl (Tümpel) und stirbt.
Berühmt geworden ist der Unkenruf als Erkennungszeichen durch Nachahmung bei Karl May, in dessen Büchern er sich an mehreren Stellen findet. In Durch das Land der Skipetaren sagt Sihdi Ali Bei zum Beispiel:

„‚So will ich nun zuerst hinab‘, sagte ich. ‚Ich krieche sofort in das Gebüsch und von da aus weiter in den Wald hinein. Da muss ich sie sehen, wenn sie noch hier sind. Es ist ein Quell da; folglich kann es Unken und Frösche hier geben. Ein solcher Ruf fällt also nicht auf. Ihr bleibt so lange hier oben, bis Ihr mein Zeichen hört. Vernehmt Ihr den Ruf einer Unke, so bleibt Ihr, bis das Feuer dort erloschen ist. Quakt aber ein Frosch, nur einmal und recht tief, so steigt Ihr herab. Dann bleibt Ihr unten stehen, bis ich komme.‘“

Aber auch zum Beispiel in In den Schluchten des Balkan oder anderen Karl-May-Büchern findet sich der Unkenruf als Erkennungszeichen, einschließlich der Indianergeschichten, die in Nordamerika spielen – wo es keine Unken gibt.
Zu dem erzählerischen Werk von Günter Grass schließlich zählt auch eine Erzählung namens Unkenrufe (1992), der im Jahr 2005 von Robert Gliński verfilmt wurde.

#### Unken in Comic und Film
Die Schuhfirma Salamander gab jahrzehntelang Werbehefte mit der Comicfigur Lurchi heraus, die über fünf tierische Freunde um einen Feuersalamander berichten – eines der Tiere ist die männliche Unke Unkerich. Dieser hat im Gegensatz zu lebenden Unken die Warnfärbung nicht auf der Bauchseite, dafür aber am sonstigen Körper – der Bauch hingegen ist weiß. Auffallend ist Unkerichs sehr dicke Statur. Er trägt schwarze Stiefel und einen breiten Gürtel, auf dem Kopf hat er stets eine amtlich scheinende blaue Mütze mit rotem Rand. Böse Zungen behaupten eine Ähnlichkeit der Figur mit Hermann Göring. Unkerich spielt immer eine lächerlich anmutende Autorität wie einen Schulwart, Polizisten oder ähnliches – im Heft 53 verkleidet sich Unkerich als Frau und wirkt besonders lächerlich.
In der Fernsehserie Bezaubernde Jeannie wird die Unke kurz in der 89. Episode erwähnt. Hier behauptet Jeannies böse Schwester, Jeannie selbst sei im unglücksbringenden Sternzeichen der Unke geboren und bringe denen, die sie lieben, Unglück oder sogar den Tod.